# Ton Vrolijk
Ton Vrolijk (ur. 9 lutego 1958 w Hadze) – holenderski kolarz torowy, brązowy medalista mistrzostw świata.

## Kariera
Największym sukcesem w karierze Tona Vrolijka było zdobycie wspólnie ze Sjaakiem Pietersem brązowego medalu w wyścigu tandemów podczas mistrzostw świata w Leicester w 1982 roku. W wyścigu tym Holendrów wyprzedzili tylko reprezentanci Czechosłowacji: Ivan Kučírek i Pavel Martínek oraz reprezentanci RFN: Dieter Giebken i Fredy Schmidtke. Był to jedyny medal wywalczony przez Vrolijka na międzynarodowej imprezie tej rangi. Wielokrotnie zdobywał medale torowych mistrzostw Holandii, w tym cztery złote, ale nigdy nie brał udziału w igrzyskach olimpijskich.